# 混杂沉积岩

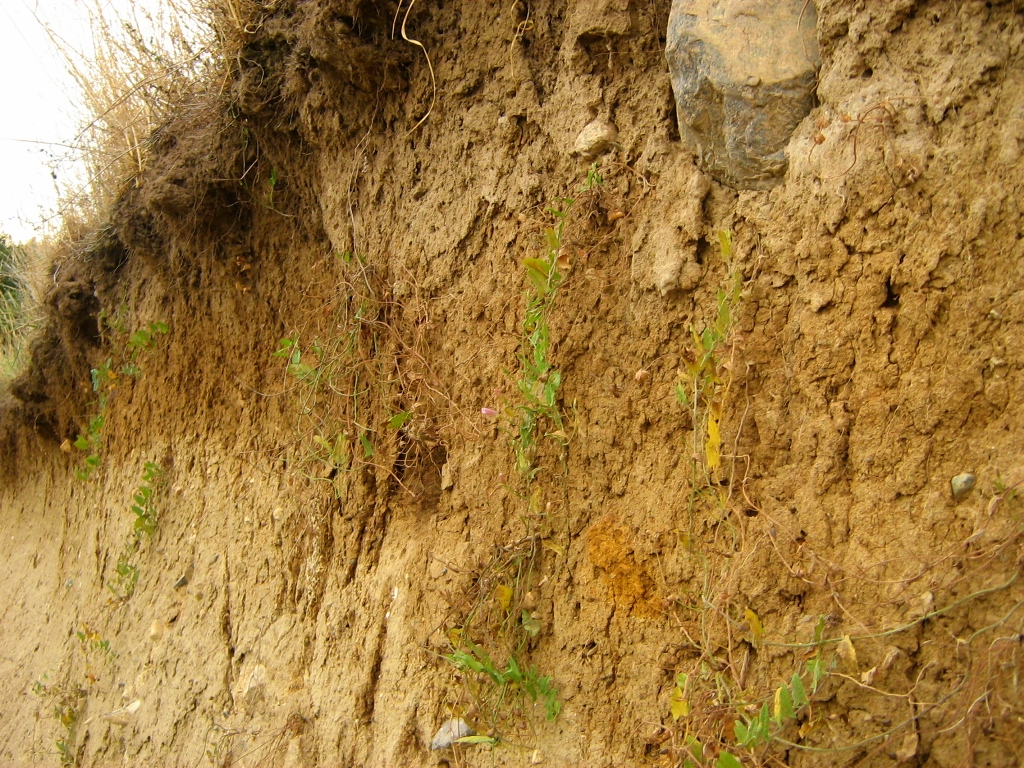

混杂沉积岩（英語：Diamictite）是一種沉積岩，由未淘選或低淘選度的陸源沉積物組成，其顆粒大小差距很大，從粘土到巨礫，基質為泥岩或砂岩。該地質名詞由 Richard Foster Flint 和其他人創造的，作為一個純粹的描述性名詞，並沒有提及任何該名詞的起源。 一些地質學家將這名詞僅用于未分選或分選差的礫岩或角礫岩，它們中的礫石顆粒少，被為泥岩或砂岩基質包圍。 。未岩石化的混杂沉积岩稱為混雜沉积物（英語：diamicton）。冰川沉積物，例如冰碛石和泥礫，也是混杂沉积岩一種，因爲它們的淘選度很低。混杂沉积岩經常被錯誤地解釋為冰川作用造成的。但事實上，最常見的混杂沉积岩來源是在構造運動活動區，由海底泥流或垮塌造成的。
也有在其他地質作用造成的。例如：
- 冰川來源：冰碛，融出碛，冰筏物及掉落石
- 火山來源：火山泥流
- 海洋來源：土石流，浊积岩，混雜堆積
- 構造起源：斷層泥
- 侵蝕起源：風化層的泥石流